# Francesco Cancellato
Francesco Cancellato (Lodi, 15 gennaio 1980) è un giornalista italiano, direttore del Fanpage.it.
Il direttore delle testata online divenne noto per la vicenda Paragon Solutions in cui sono coinvolti altri giornalisti.
Nel gennaio dello stesso anno il direttore di Fanpage.it aveva denunciato una vicenda, avvenuta attraverso WhatsApp e resa nota dopo un alert della società Meta Platforms. Sulla vicenda indaga la Procura di Napoli.
La vicenda è diventata una controversia finita al centro di un'indagine del Comitato parlamentare per la sicurezza della Repubblica (COPASIR).